# Copa txecoslovaca de futbol
La Copa txecoslovaca de futbol (txec: Československý pohár) fou la segona competició futbolística de Txecoslovàquia. La competició s'inicià als anys 50 (entre 1955 i 1960 fou l'espartaquíada), però no és fins al 1960/61 que adoptà el seu format definitiu. La competició es dividia en dues copes independents: la copa txeca i la copa eslovaca. Els vencedors de cadascuna de les competicions s'enfrontaven en la final pel títol de campió de copa txecoslovac.

## Historial
Font:
| Any                               | Campió                            | Resultat                          | Finalista                         |
| Ceskoslovenský Pohár (no oficial) | Ceskoslovenský Pohár (no oficial) | Ceskoslovenský Pohár (no oficial) | Ceskoslovenský Pohár (no oficial) |
| --------------------------------- | --------------------------------- | --------------------------------- | --------------------------------- |
| 1950-51                           | Kovosmalt Trnava                  | 1-0                               | Armaturka Ústí nad Labem          |
| 1951-52                           | ATK Praha                         | 4-3                               | Sokol Hradec Králové              |
| 1953-54                           | no es disputà                     | no es disputà                     | no es disputà                     |
| Spartakíadní Pohár (no oficial)   |                                   |                                   |                                   |
| 1955                              | Slovan Bratislava                 | 2-0                               | ÚDA Praha                         |
| 1956-58                           | no es disputà                     | no es disputà                     | no es disputà                     |
| 1959-60                           | RH Brno                           | 3-1                               | Dynamo Praha                      |
| Ceskoslovenský Pohár              |                                   |                                   |                                   |
| 1960-61                           | Dukla Praha (1)                   | 3-0                               | Dynamo Zilina                     |
| 1961-62                           | Slovan Bratislava (1)             | 1-1, 4-1                          | Dukla Praha                       |
| 1962-63                           | Slovan Bratislava (2)             | 0-0, 9-0                          | Dynamo Praha                      |
| 1963-64                           | Spartak Praha Sokolovo (1)        | 4-1                               | VSS Kosice                        |
| 1964-65                           | Dukla Praha (2)                   | 0-0 (prò.) (5-3 p)                | Slovan Bratislava                 |
| 1965-66                           | Dukla Praha (3)                   | 2-1, 4-0                          | Tatran Presov                     |
| 1966-67                           | Spartak Trnava (1)                | 2-4, 2-0 (5-4 p)                  | Sparta Praha                      |
| 1967-68                           | Slovan Bratislava (3)             | 0-1, 2-0                          | Dukla Praha                       |
| 1968-69                           | Dukla Praha (4)                   | 1-1, 1-0                          | VCHZ Pardubice                    |
| 1969-70                           | TJ Gottwaldov (1)                 | 3-3, 0-0 (4-3 p)                  | Slovan Bratislava                 |
| 1970-71                           | Spartak Trnava (2)                | 2-1, 5-1                          | Skoda Plzen                       |
| 1971-72                           | Sparta Praha (2)                  | 0-1, 4-3 (prò.) (4-3 p)           | Slovan Bratislava                 |
| 1972-73                           | Baník Ostrava (1)                 | 1-2, 3-1                          | VSS Kosice                        |
| 1973-74                           | Slovan Bratislava (4)             | 0-1, 1-0 (prò.) (4-3 p)           | Slavia Praha                      |
| 1974-75                           | Spartak Trnava (3)                | 3-1, 1-0                          | Sparta Praha                      |
| 1975-76                           | Sparta Praha (3)                  | 3-2, 1-0                          | Slovan Bratislava                 |
| 1976-77                           | Lokomotíva Kosice (1)             | 2-1                               | Sklo Union Teplice                |
| 1977-78                           | Baník Ostrava (2)                 | 1-0                               | Jednota Trencín                   |
| 1978-79                           | Lokomotíva Kosice (2)             | 2-1                               | Baník Ostrava                     |
| 1979-80                           | Sparta Praha (4)                  | 2-0                               | ZTS Kosice                        |
| 1980-81                           | Dukla Praha (5)                   | 4-1                               | Dukla Banská Bystrica             |
| 1981-82                           | Slovan Bratislava (5)             | 0-0 (prò.) (4-2 p)                | Bohemians Praha                   |
| 1982-83                           | Dukla Praha (6)                   | 2-1                               | Slovan Bratislava                 |
| 1983-84                           | Sparta Praha (5)                  | 4-2                               | Inter Bratislava                  |
| 1984-85                           | Dukla Praha (7)                   | 3-2                               | Lokomotíva Kosice                 |
| 1985-86                           | Spartak Trnava (4)                | 1-1 (prò.) (4-3 p)                | Sparta Praha                      |
| 1986-87                           | DAC Dunajská Streda (1)           | 0-0 (prò.) (3-2 p)                | Sparta Praha                      |
| 1987-88                           | Sparta Praha (6)                  | 2-0                               | Inter Bratislava                  |
| 1988-89                           | Sparta Praha (7)                  | 3-0                               | Slovan Bratislava                 |
| 1989-90                           | Dukla Praha (8)                   | 1-1 (prò.) (5-4 p)                | Inter Bratislava                  |
| 1990-91                           | Baník Ostrava (3)                 | 6-1                               | Spartak Trnava                    |
| 1991-92                           | Sparta Praha (8)                  | 2-1                               | Tatran Presov                     |
| 1992-93                           | 1. FC Kosice (1)                  | 5-1                               | Sparta Praha                      |

## Palmarès
| Club                | Campionats | Edicions                                       |
| ------------------- | ---------- | ---------------------------------------------- |
| Dukla Praga         | 8          | 1961, 1965, 1966, 1969, 1981, 1983, 1985, 1990 |
| Sparta Praga        | 8          | 1964, 1972, 1976, 1980, 1984, 1988, 1989, 1992 |
| Slovan Bratislava   | 5          | 1962, 1963, 1968, 1974, 1982                   |
| Spartak Trnava      | 4          | 1967, 1971, 1975, 1986                         |
| Baník Ostrava       | 3          | 1973, 1978, 1991                               |
| Lokomotíva Košice   | 2          | 1977, 1979                                     |
| TJ Gottwaldov       | 1          | 1970                                           |
| DAC Dunajská Streda | 1          | 1987                                           |
| 1. FC Košice        | 1          | 1993                                           |